# Angels & damned
Angels and damed-20th Anniversary show is een livealbum van Magenta. Het is de registratie van het concert op 29 mei 2019 in het Arlington Arts Centre in Newbury. Magenta blikte tijdens dat concert terug op de diverse studioalbums.
In die twintig jaren maakte Magenta zich muzikaal steeds verder van voorbeelden Yes, Mike Oldfield, Renaissance, Genesis en Camel. 
Spirit rocks noemde het “an oustanding release for the band”, waarbij vooral alle aandacht uitging naar de muziek. André de Waal van IO Pages constateerde vooraf dat er van Magenta wel erg veel livealbums werden uitgebracht. Desalniettemin vond hij Angels & damned er met kop en schouders boven uitsteken.

## Musici
- Christina Booth – zang
- Robert Reed – toetsinstrumenten
- Chris Fry – gitaren
- Jiffy Griffiths – drumstel
- Dan Nelson – basgitaar
- Simon Brittlebank – pauken, percussie
- Katie Axelson – dwarsfluit
- Karla Powell – hobo

Met
- David Longdon - zang, dwarsfluit etc. op Spectral mornings
- Peter Jones – saxofoon op Moving on, The ballad of Samuel Layne, Red, Spectral mornings en The lizard king

Gast Longdon zingt in Big Big Train, gast Peter Jones speelt in Tiger Moth Tales en Camel.

## Muziek
| Nr. | Titel            | Duur  |
| --- | ---------------- | ----- |
| 1.  | Opus 3           | 2:21  |
| 2.  | Gluttony         | 12:22 |
| 3.  | This life        | 2:23  |
| 4.  | Hurt             | 5:57  |
| 5.  | Moving on        | 7:25  |
| 6.  | Towers of hope   | 4:35  |
| 7.  | Demons           | 6:03  |
| 8.  | Morning sunlight | 3:11  |
| 9.  | The dream        | 1:42  |
| 10. | The visionary    | 6:49  |
| 11. | Journey’s end    | 9:57  |
| 12. | Lightspeed       | 3:25  |
| 13. | The warning      | 4:24  |

| Nr. | Titel                      | Duur  |
| --- | -------------------------- | ----- |
| 1.  | Trojan                     | 5:53  |
| 2.  | Pearl                      | 8:41  |
| 3.  | The ballad of Samuel Layne | 8:30  |
| 4.  | Red                        | 9:17  |
| 5.  | The white witch            | 24:35 |
| 6.  | Spectral mornings          | 5:58  |
| 7.  | The lizard king            | 7:25  |

Spectral mornings is een cover met eigen tekst van een instrumentaal nummer van Steve Hackett van zijn gelijknamig album.